# 列昂尼德·菲利莫诺夫
列昂尼德·伊万诺维奇·菲利莫诺夫（俄語：Леонид Иванович Филимонов，1935年7月22日—2022年2月8日），苏联政治人物，曾任苏联石油和天然气工业部部长。

## 生平
1959年毕业于乌法石油学院。1959年至1979年，在萨哈林石油生产综合体工作。1979年至1984年，担任托木斯克石油生产综合体钻井工程部主任。1984年至1987年，担任下瓦爾托夫斯克石油天然气生产综合体负责人。1987年至1988年，担任苏联天然气工业部第一副部长。1988年至1989年，担任苏联石油工业部第一副部长。1989年至1991年，担任苏联石油和天然气工业部部长。1990年至1991年，担任苏联部长会议国家燃料和能源委员会副主席。1991年至1994年，担任托木斯克石油公司总经理。1994年至1998年，担任东方石油公司总裁。1993年至1996年，担任俄罗斯联邦委员会议员。1998年至1999年，担任托木斯克石油公司董事会主席。1998年开始担任尤科斯石油公司第一副总裁。1997年至2001年，担任托木斯克州议会议员。2022年2月8日逝世。

## 荣誉
- 荣誉勋章（1996年）
- 劳动红旗勋章（1981年）
- 荣誉徽章勋章（1976年）
- 苏联国家奖（1986年）